# Jugoslavensko dramsko kazalište
Jugoslavensko dramsko kazalište (srp. Југословенско драмско позориште - ЈДП / Jugoslovensko dramsko pozorište - JDP) kazalište je iz Beograda osnovano 1947. godine kao reprezentativno kazalište Jugoslavije.

## Povijest
Mnogi najznačajniji glumci drugih kulturnih središta iz Zagreba, Novog Sada, Sarajeva, Splita, Ljubljane i drugih gradova pozvani su sudjelovati u stvaranju kazališta.
Prvi umjetnički ravnatelj kazališta bio je Bojan Stupica. Zajedno s kazališnim kritičarem Elijem Fincijem postavili su temelje repertoarske orijentacije JDP-a kao kazališta visokog literarnog nivoa. To će ostati kao osnovna orijentacija JDP-a kroz nadolazeće godine.
Prve sezone prošle su u znaku prikazivanja svjetske i klasike s područja nekadašnje Jugoslavije: Anton Čehov, Carlo Goldoni, Aleksandar Nikolajević Ostrovski, Lope de Vega, Maksim Gorki, William Shakespeare, Plaut, Moliere, Henrik Ibsen, Federico García Lorca, a klasika s područja nekadašnje Jugoslavije Ivan Cankar, Marin Držić, Jovan Sterija Popović, Đura Jakšić i Branislav Nušić. 
Redatelji koji su u to vrijeme stvorili slavu JDP-a su Bojan Stupica, Mata Milošević i Tomislav Tanhofer.
Od sredine osamdesetih ravnatelj postaje Jovan Ćirilov pod čijim se vodstvom u četrnaest sezona JDP ustoličilo kao reprezentativno kazalište suvremenog scenskog izraza u okvirima širim od nekadašnje države.
Dana 17. rujna 1997. zgrada JDP-a je stradala u požaru. Velika scena ponovno se otvara 23. svibnja 2003. predstavom Rodoljupci Jovana Sterije Popovića u režiji Dejana Mijača.
Od 2002. direktor kazališta postaje Branko Cvejić, a njegov umjetnički direktor postaje Gorčin Stojanović. Oni su najzaslužniji da je JDP nastavio svoju umjetničku misiju: vrhunska izvođačka umjetnost u jedinstvu s otvorenošću, hrabrošću, ekskluzivnošću u izboru tema i materijala za svoje predstave.
Klasika na nov način, domaća i strana, suvremeni komadi, ali uvijek i na prvom mjestu domaći tekstovi, te smjelost u otvorenosti formi predstava glavne su odrednice repertoara. 
Jugoslavensko dramsko kazalište danas je jedna od najprestižnijih kazališnih kuća u Europi. Zaslužni su za praizvedbe tekstova nekolicine suvremenih dramskih pisaca kao što su Dejan Dukovski, Biljana Srbljanović, Milena Marković, Milena Bogavac i Ivor Martinić. 
Najpoznatiji glumci koji su svoje najveće uloge ostvarili u JDP-u jesu Vojislav Brajović, Mira Stupica, Ljuba Tadić, Rahela Ferari, Marija Crnobori, Danilo Bata Stojković, Mirjana Karanović, Nebojša Glogovac, Nada Šargin, Bogdan Diklić, Vojin Ćetković, Anita Mančić, Branislav Lečić, Miki Manojlović, Nikola Simić i Boris Isaković.

## Vanjske poveznice
- Službena stranica